# Dance Central (serie)
Dance Central è una serie di videogiochi musicali per la console Xbox 360 che utilizzano la periferica Kinect per controllare i movimenti del corpo. Tali titoli rappresentano i concorrenti diretti della serie Just Dance, creata dalla stessa Harmonix come anche Guitar Hero e Rock Band.

## Serie

### Dance Central
Dance Central è il primo titolo per Xbox 360 che utilizzando il sensore Kinect si controlla il movimento del corpo del giocatore. È stato pubblicato nel novembre 2010.

### Dance Central 2
Dance Central 2 è il sequel di Dance Central. È stato ufficialmente annunciato durante la E3 2011 nel corso della conferenza di Microsoft tenuta per la stampa e pubblicato nel mese di ottobre 2011.

### Dance Central 3
Dance Central 3 è stato sviluppato e pubblicato da Harmonix con la collaborazione di Backbone Entertainment. È stato annunciato nel corso dell'E3 2012 durante la conferenza stampa di Microsoft. Il gioco è stato pubblicato il 16 ottobre 2012 in Nord e Sud America, e il 19 ottobre dello stesso anno in Europa, Asia, Australia e Giappone.

### Dance Central Spotlight
Dance Central Spotlight è stato annunciato con un download per la console Xbox One (include anche la Xbox 360) presso la conferenza di Microsoft E3 2014 la cui pubblicazione è attesa per il 2 settembre 2014.
Il gioco ha confermato la rinascita di Riptide Crew, con solo due personaggi. Gli unici luoghi indicati durante le presentazioni E3 sono un aeroporto e una stazione della metropolitana. Non è stato confermato se il gioco è un prequel del successivo o uno spin off del precedente.
Il gioco offre 8 differenti routine per canzone (4 livelli di difficoltà di routine, con una forza e cardio esercizio di routine e due routine suddivise in facile e difficile)
Da un recente post su Twitter da parte dello staff di Dance Central, è stato confermato che Riptide, Hi-Def, Taye e Miss Aubrey torneranno.